# Camino Natural de l'Antic Trenet
El Camino Natural de l’Antic Trenet, es un itinerario perteneciente a la Red de Caminos Naturales de España, del Ministerio de Agricultura, Pesca y Alimentación, que transcurre por el antiguo trazado del ferrocarril de Carcagente a Denia, un total de 38,05 kilómetros, de los cuáles están habilitados 28,2 en la actualidad, debido a los problemas acaecidos por la DANA.
El proyecto se encarga de la recuperación de antiguas infraestructuras relacionadas con el trasporte y la comunicación, que actualmente se encuentran en estado de desuso o abandono, para su uso senderista y ciclista.

## Localización
Este itinerario reconstruye la línea pionera de los ferrocarriles de vía estrecha que unía estas dos localidades, conocida como el Trenet de Carcaixent a Dénia. El trazado lleva al viajero desde Carcagente, en la comarca de la Ribera alta, hasta Tavernes de la Valldigna, en la comarca de La Safor. Todo ello custodiado por las sierras de Agullent y de la Murta.

## Historia
Este Camino Natural aprovecha la antigua línea de vía estrecha que unía las poblaciones valencianas de Carcagente y Denia y que se inauguró en 1864, siendo el más antiguo. Su uso fue decayendo con el paso de los años hasta que finalmente se cerró la línea por falta de uso e inversiones.

## Descripción por tramos

#### Tramos habilitados
El Camino Natural de l’Antic Trenet cuenta con un solo tramo de 28,2 kilómetros, en la actualidad. En total el recorrido consta de 38.05 pero debido a los efectos provocados por la DANA, se encuentran interrumpidos temporalmente 9,85 kilómetros.
El recorrido comienza frente a la estación de cercanías de Carcagente, al lado del aparcamiento. El primer tramo del Camino transcurre por casco urbano, por lo que es necesario tener precaución, sobre todo si se hace en bici. Continúa por la Carrera de las Cortes Valencianas, pasando una rotonda y llegando hasta el parque Navarro Darás. Un poco más adelante, en una rotonda ha de cogerse el desvío a la izquierda hacia la calle Sebastián Hernández, cuyo nombre cambia a Avenida de la Vía. Se sigue por esta calle hasta el final donde se encuentra una antigua señal ferroviaria en una rotonda. En este punto, la CV-570 interrumpe momentáneamente el trayecto, pero volver a reanudarse a un kilómetro a la derecha de la carretera. Aquí parte uno de los ramales a mano izquierda que va hasta Alcira.
El Camino continúa paralelo a la carretera entre talanqueras de madera y muros, con lo que si se viaja en bicicleta tocará portarla durante este tramo. Desde aquí se pueden visualizar los cultivos de la zona y la localidad de Alcira a lo lejos, además del Real Santuario de Santa María de llluch, situado en una colina, y la Sierra de la Murta. Después el trazado se convierte en una pista que va entre campos de naranjos y alguna que otra huerta. Paralelo al Camino también se encuentra el viajero el Barranco de l’Estret. De nuevo la CV-50 vuelve a cortar el trayecto, para volver a iniciarse a su izquierda, junto a una caseta con barrera, donde antiguamente se cobijaban los trabajadores encargados de abrir las barreras en los pasos a nivel. A continuación, amplios campos de naranjos, con alguna que otra vivienda, y La Barraca de Aguas Vivas.
Se cruza el barranco de la Falsía y se toma un tramo que comparte trayecto con vehículos motorizados, llegando hasta La Barraca, por lo que es necesario extremar precauciones. El edificio alberga ahora un centro sociocultural y un parque. Dejando la estación atrás, se llega a la carretera de nuevo y en su lateral se pueden ver los restos de las antiguar vías y una caseta. Sigue la senda por el Barranco de l’Estret donde hay un pequeño pinar, y llega de nuevo a la carretera.
Tras cruzar la carretera, el Camino vuelve a aparecer llegando al apeadero de Aguas Vivas, donde se ubicaba la Colonia Infantil Nuestra Señora de Aguas Vivas, un preventorio para niños con tuberculosis. Sigue la senda entre pinos, pasando al lado del Real Monasterio de Santa María de Aguas Vivas, y paralelo al GR-236, también llamada la Ruta de los Monasterios, que toma su nombre de los cinco monasterios que une. Cruza una carretera y retoma el trazado del ferrocarril, pasando por una trinchera que discurre bajo el nivel del suelo para volver, esta vez, a la superficie rodeado de frutales. Continúa la ruta por pasarelas de madera, y dedpúes un nuevo cambio de paisaje, entrando en una trinchera de paredes altas que da a un pinar, en el Portichol, que une la Ribera Alta con La Valldigna. En este tramo existen pequeñas estructuras que hacían las veces de refugio para los trabajadores de las vías, que usaban mientras estaban trabajando en la zona y un tren pasaba.
Entrando ya en La Safor, se pasa cerca de un edificio en ruinas que alojaba las caballerizas de la época en la que el tranvía era tirado por caballos. Aquí se deja atrás el trazado ferroviario para continuar por vías pecuarias y caminos, en los que se comparte el uso con vehículos a motor. Una bajada lleva hasta la Montaña del Castillo, y siguiendo la vía pecuaria se cruza el barranco en dirección al Castillo de Mariyén, dejándolo a un lado, y llegando hasta Simat de la Valldigna. De origen árabe, fue reconquistada por Jaime I de Aragón y donado su valle a la orden del Císter, que fundó el monasterio de Santa María de la Valldigna. El monasterio se mantuvo hasta 1835 cuando con la Desamortización fue a parar a manos privadas y, tras años de deterioro, fue adquirido por la Generalitat en 1991.
Sigue el Camino por Simat, cruzando la Avenida Font Menor, los ciclistas deben hacerlo a pie, y continuando por un carril compartido hasta llegar a una rotonda. Aquí sale un ramal, a Benifairó de la Valldigna. El Camino cruza el río Vaca a través de un puente, y llega a una rotonda por la que se debe tomar la tercera salida. Sin embargo, el monasterio de Santa María de la Valldigna se encuentra a escasos metros y es recomendable su visita. Continúa el itinerario recto, entre cultivos de cítricos, hasta pasar por el punto en el que el ramal de Benifairó vuelve al Camino principal. Tras cruzar el barranco, un giro a la izquierda por el primer desvío lleva a la senda que inicia su ascenso al castillo. Se atraviesa un cruce hy el camino se separa de la pista con tráfico compartido, transcurriendo ahora por un trazado de zahorra y protegidos por postes de madera. Conforme se avanza se llega a un antiguo molino, lugar en el que el Camino cambia de lado, y donde ya se puede ver la subestación eléctrica de Tavernes de la Valldigna. Se debe pasar el primer acceso a Tavernes y continuar unos metros hasta girar a la izquierda entre unas naves industriales, pasando sobre el río Vaca, por el puente y girando a la izquierda para tomar un carril bici que rodea la localidad. Gira entonces hacia el norte y llega hasta una rotonda en la que hay que cruzar la vía para tomar un carril compartido con ciclistas y que va por un parque hasta el monumento al alcalde Vicente Gómez Marí. Una vez superado el parque, se llega a un polígono industrial y se continúa dirección norte, con precaución porque se vuelve a compartir el carril con vehículos, rodeando el polígono y entrando de nuevo en un campo de cultivo.
A continuación, dos pasos bajo las carreteras dan a una rotonda, ahora por un carril peatonal compartido con bicicletas, que llega a un humedal, llamados ullals, donde habitan aves, peces, y otras especies de animales y vegetación, que forman los marjales. Se continúa por el carril bici hacia la estación donde acaba este Camino Natural y desde donde sale un ramal que lleva a la playa de la localidad valenciana.

##### Ramal de Alcira
Empieza en la estación de Cercanías de Alcira y va pegado al cauce del río Júcar por un camino peatonal que comparte con bicicletas. Tras cruzar el Puente de Hierro de Alcira, continúa por sus calles y llega hasta el Mirador del Júcar, donde se puede disfrutar de una panorámica de la zona.
El Camino discurre a continuación paralelo al barranco de la Casella, hasta llegar a camino de servicio donde vuelve a crearse un carril para peatones y bicis. Tras pasar por una rotonda, donde da inicio el Camí de la Cova Marvelles, sigue dirección sureste entre mros de fincas hasta llegar a la carretera. Aquí se una al trazado de Camino Natural.
Para los ciclistas, este ramal no se puede hacer en sentido opuesto, si no que hay que tomar un desvío que lleva por el Camino del Transformador hasta el Camí de la Cova Marvelles.

##### Ramal a Benifairó de la Valldigna
Tiene su punto de partida en Simat de la Valldigna y transcurre paralelo al río por un sendero con losas pasando dos áreas recreativas. El itinerario llega a un camino hormigonado junto a la depuradora de Simat y luego comparte trayecto con el tráfico. A menos de un kilómetro, la ruta sale a derecha, aunque los ciclistas deberán seguir indicaciones ya que tienen que acceder por otro punto. Se sale del municipio y el primer desvío a la derecha lleva a un paso sobre el río Vaca y al centro de reciclaje de La Valldigna, donde se vuelve a la ruta principal.

##### Ramal a la playa de Tavernes de la Valldigna
Desde la estación de Cercanías de Tavernes parte este ramal que conecta con la playa y que atraviesa la carretera CV-603 sobre el ferrocarril. Va por un carril bici que lleva al barrio de la playa, donde, además de disfrutar de la misma, se puede visitar la Torre de la Vall, una antigua torre de vigilancia contra piratas del siglo XVI, y se termina este ramal.

## Otros datos de interés

### Ferrocarril Carcagente-Denia
Este ferrocarril de vía estrecha es el más antiguo de la península ibérica. Su construcción empezó en 1861 y no fue hasta 1864 cuando se inauguró. La empresa encargada de su construcción y explotación fue Tram-way de Carcagente a Gandía. Con sus 37,5 km de largo, su principal función era la de comunicar las localidades de interior con la costa, sobre todo para el comercio de productos agrícolas. En sus comienzos, era un transporte de tracción animal, llegando a tener 30 caballos que se encargaban de tirar el convoy.
Ya en 1880, el recorrido ¡se vio aumentado en 19 kilómetros, llegando hasta Denia, y en 1881 los caballos fueron sustituidos por locomotoras a vapor, lo que supuso el comienzo de transporte de pasajeros. A mediados del siglo XX, la propiedad pasó a ser del Estado, tras pasar por varias empresas, entrando a formar parte de la Explotación de Ferrocarriles por el Estado en 1942, la precursora de FEVE, que se mantuvo en funcionamiento hasta 1964.
Debido al escaso uso de la línea y la falta de inversiones, la línea cerró y en 1968 el trayecto entre Carcagente y Gandía, y en 1974 entre Gandía y Denia, se terminó.

### Paraje Natural Municipal de‘La Murta i la Casella’
Dentro de término municipal de Alcira se sitúa este paraje de 765,54 ha. Se encentra dentro del LIC de la Sierra Corbera y está declarado como Paraje Natural Municipal desde 2004.
Dada su situación y sus características propias, cuenta con un microclima marcado por temperaturas suaves y una humedad mu alta que favorece el crecimiento de una gran variedad de especies vegetales como fresnos, madroños, mirtos, espinos o laureles. Además, todo ello conforma un paisaje de alto valor en el que se forman multitud de cuevas y simas.
En su patrimonio cultural destaca el monasterio de Nuestra Señora de la Murta, declarado BIC, además la Fuente de Santa Marta y sus inmediaciones, la senda del Pas del Pobre y dos ermitas. Este Paraje Natural Municipal está atravesado por el GR-236, también conocido como la Ruta de los Monasterios, que transcurre, además de por éste monasterio, por otros cuatro de las comarcas interiores de la zona.